# جون ليتون
جون ليتون (بالإنجليزية: John Leyton)‏ هو مغني وممثل بريطاني، ولد في 17 فبراير 1935 في المملكة المتحدة.

## أعمال

### أفلام
- (1963) الهروب الكبير

## وصلات خارجية
- جون ليتون على موقع IMDb (الإنجليزية)
- جون ليتون على موقع ميوزك برينز (الإنجليزية)
- جون ليتون على موقع أول موفي (الإنجليزية)
- جون ليتون على موقع ديسكوغز (الإنجليزية)
- جون ليتون على موقع قاعدة بيانات الفيلم (الإنجليزية)